# علة تامة
العلة التامة ما يجب وجود «المعلول» عندها. وقيل هي جملة ما يتوقف عليه وجود الشيء. وقيل هي تمام ما يتوقف عليه وجود الشيء، بمعنى أنه لا يكون وراءه شيء يتوقف عليه.